# あみぐるみ
あみぐるみ（編みぐるみ、編み包み）は、編み物の技法を使用して毛糸などで作った人形。ぬいぐるみの一種。欧米などでも日本語の「Amigurumi」がそのまま使われている。

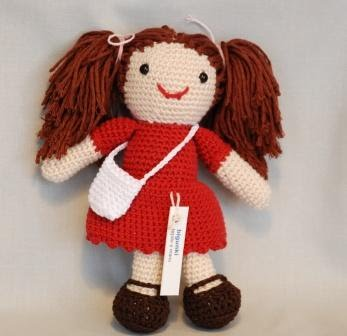
女の子のあみぐるみ

## 歴史
あみぐるみがいつ頃から作られていたのかは不明。編物を使用した人形は知育玩具や幼児向けのおもちゃとして古くから作られていたが、日本では1980年代後半にNHKの教養番組で取り上げられたことから「あみぐるみ」の名称が一般化した。
基本的には、編み地の形を自由に作りやすいかぎ針編みで作るが、棒針編みの技法を使用したあみぐるみもある。

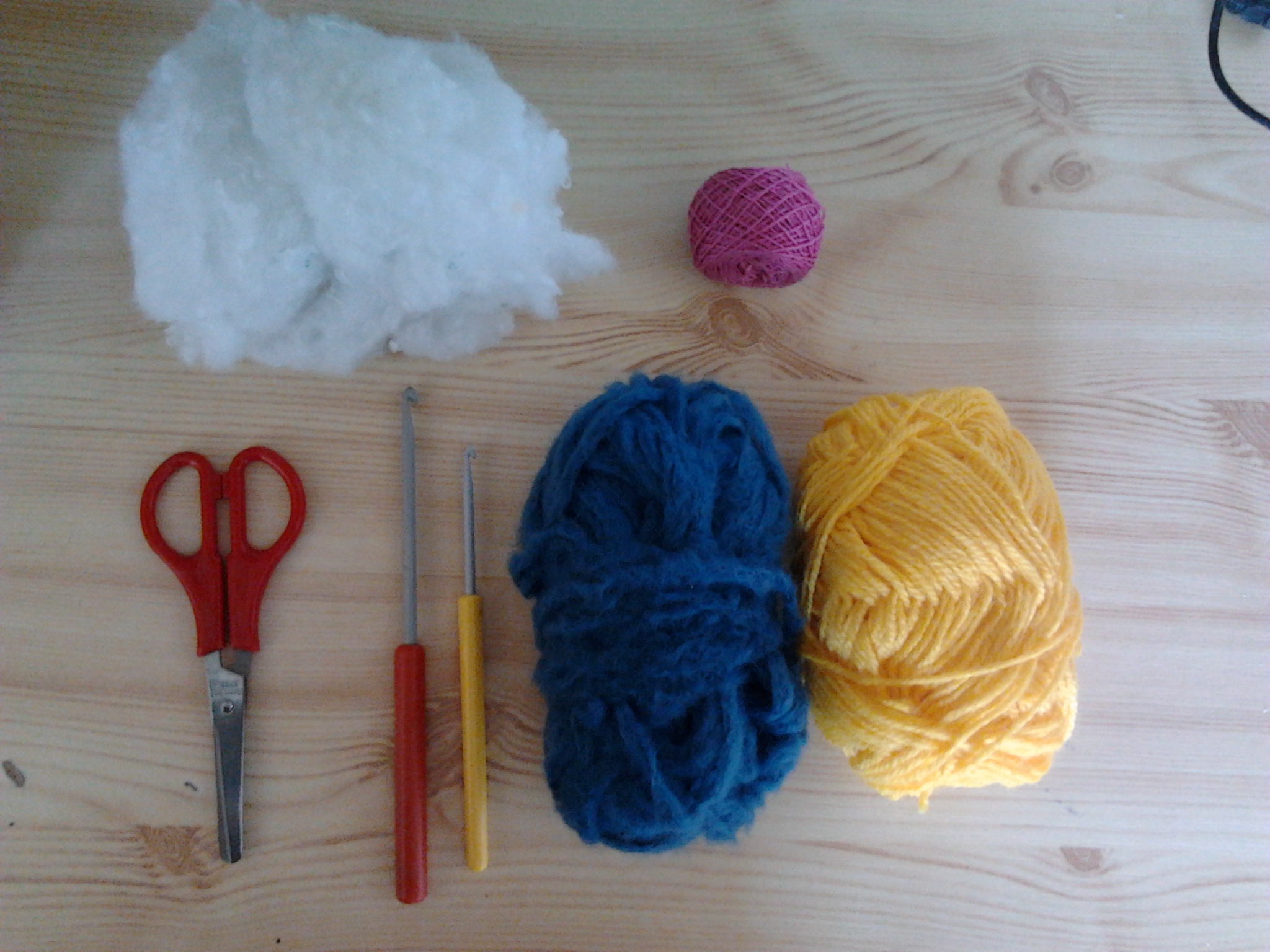
かぎ針編みと同様の道具

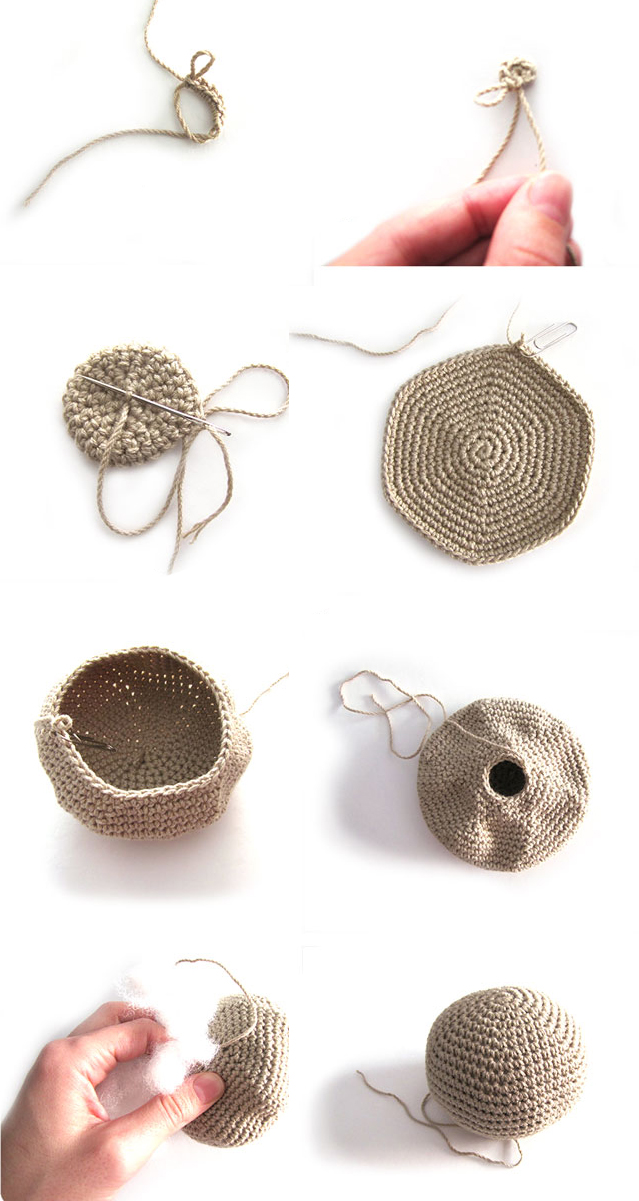
スパイラルのかぎ針編みの技法で段階的にあみぐるみを作る

近年のハンドクラフトブームにより愛好家が増えており、2001年にはあみぐるみ展も開催されている。
また近年では、従来の人型や動物型のものにとどまらず、森羅万象あらゆるものを編みぐるみで表現する作家も出てきており、サブカルチャーやアートとの接点もみられる。

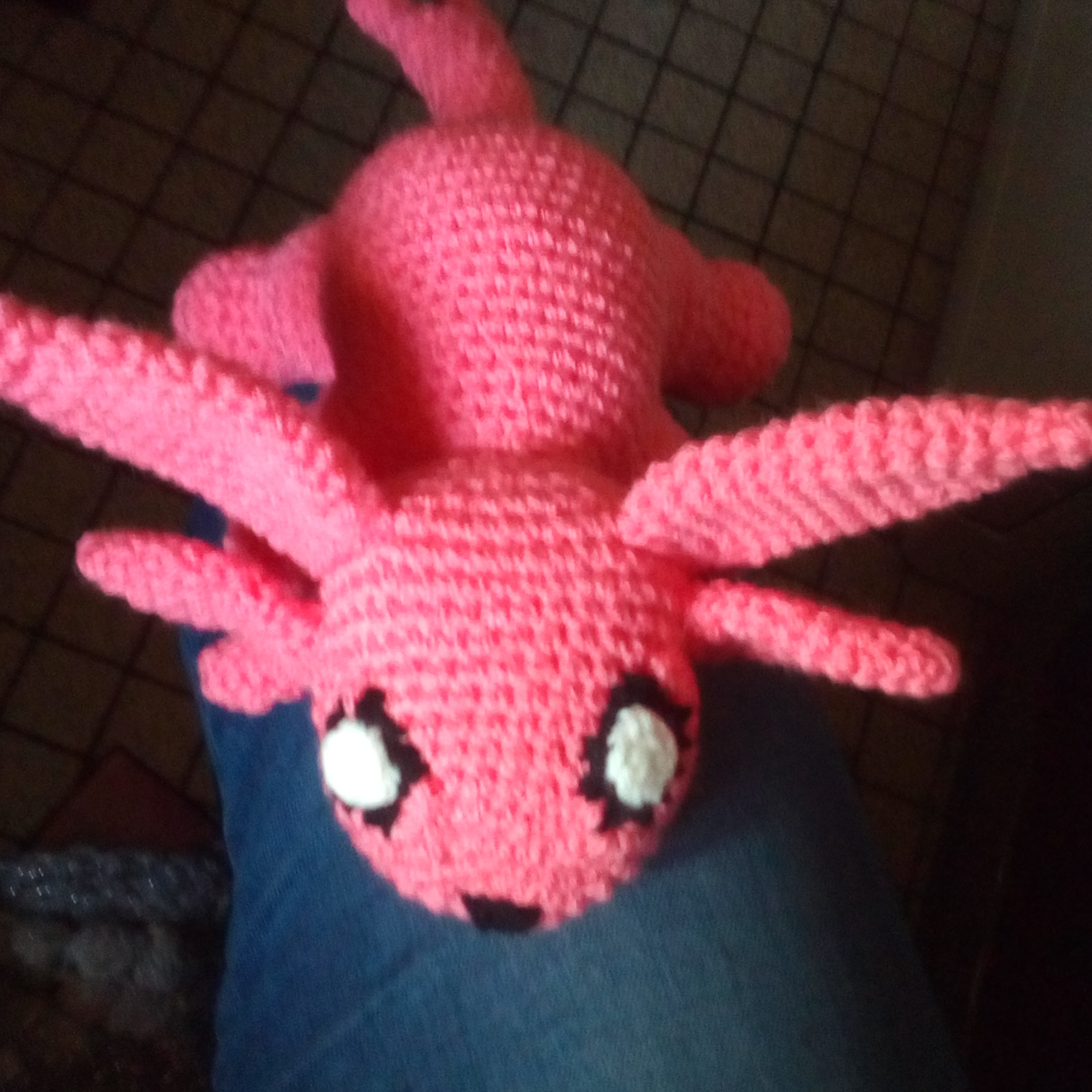
ポケモンのキャラ
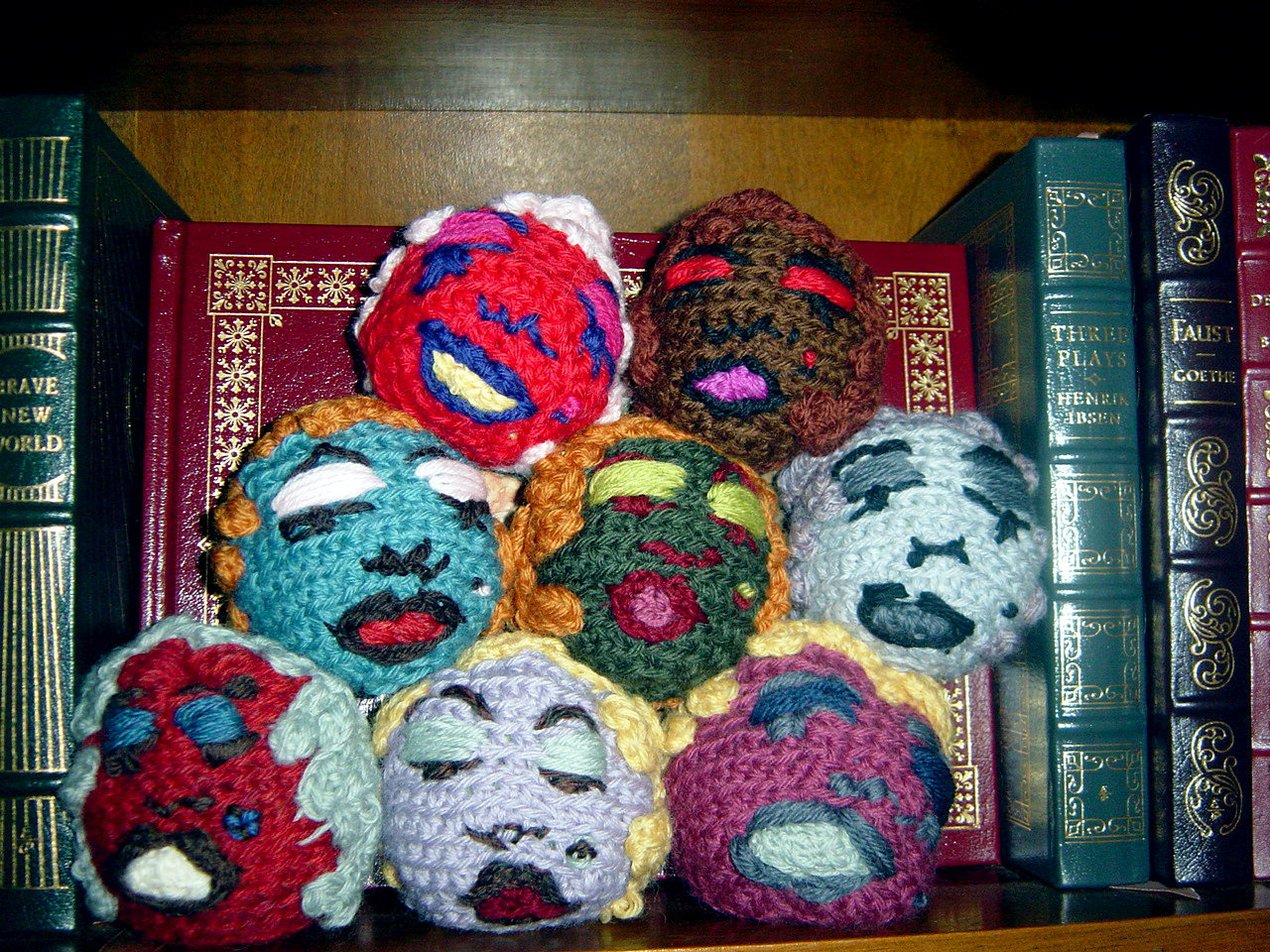
アンディ・ウォーホルの「マリリンのディスパッチ（英語版）」風
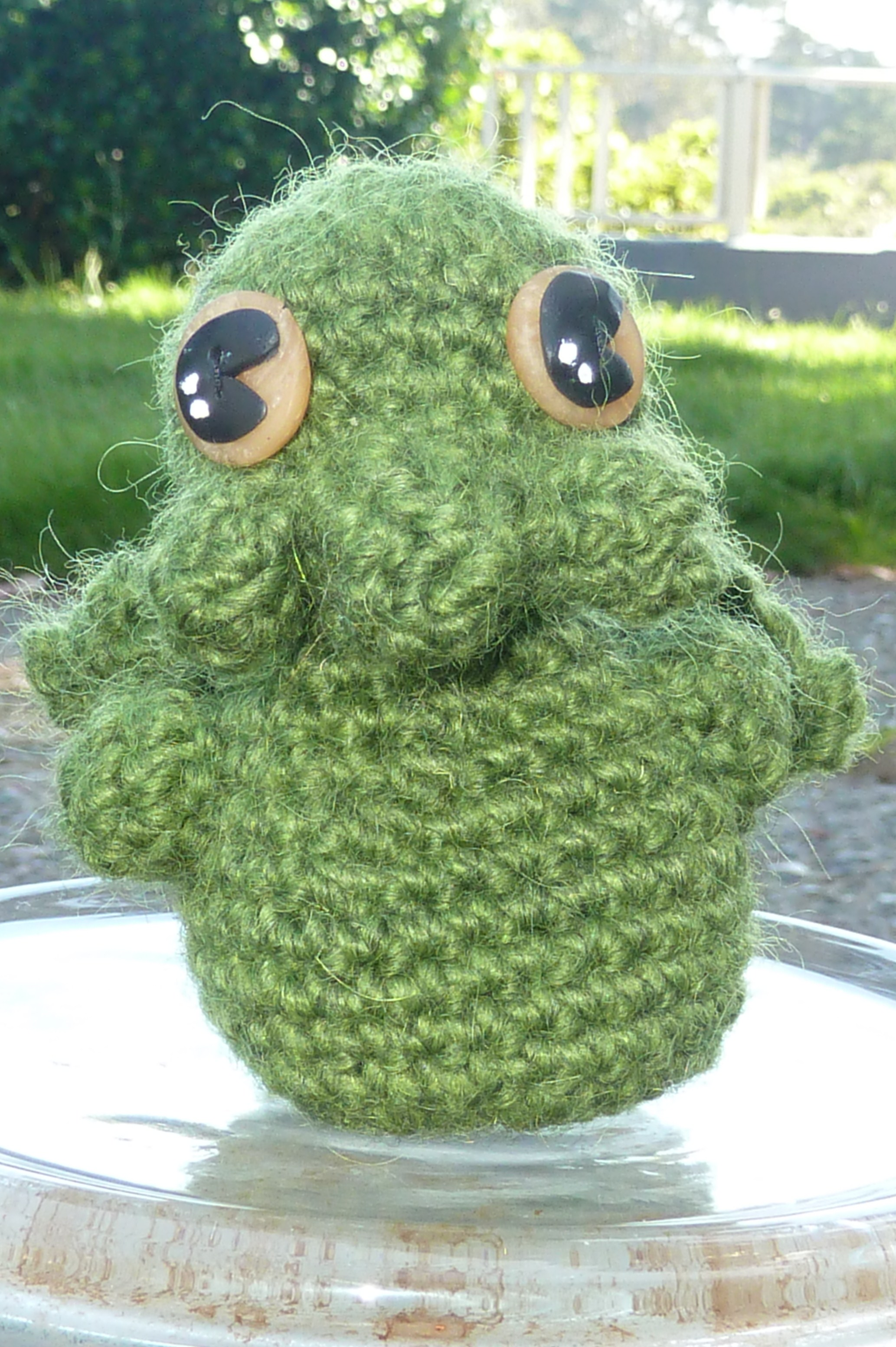
クトゥルフ
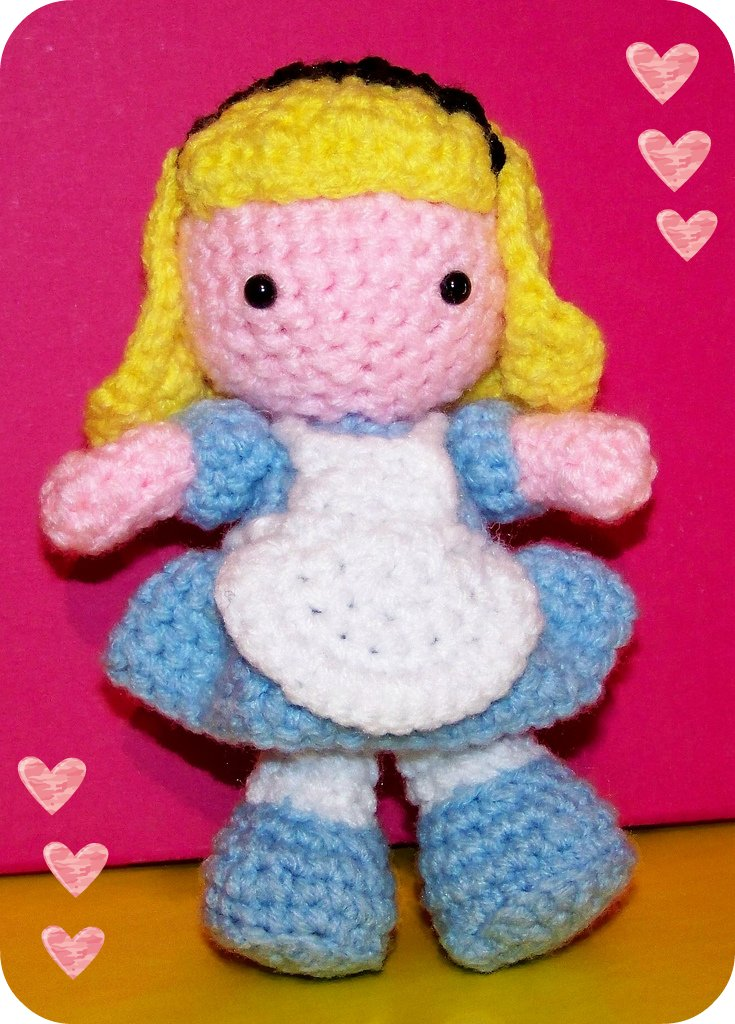
不思議の国のアリス
極少アルパカ
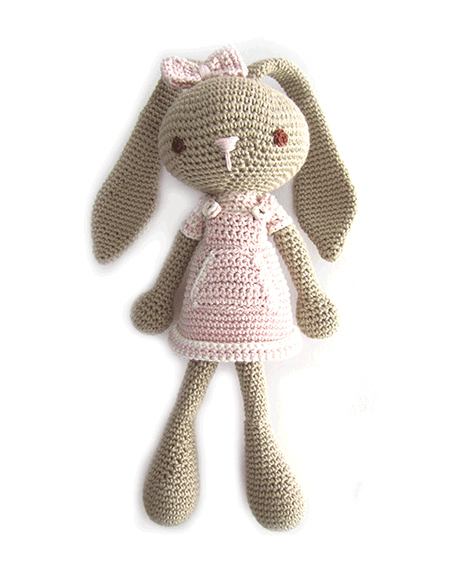
ウサギ
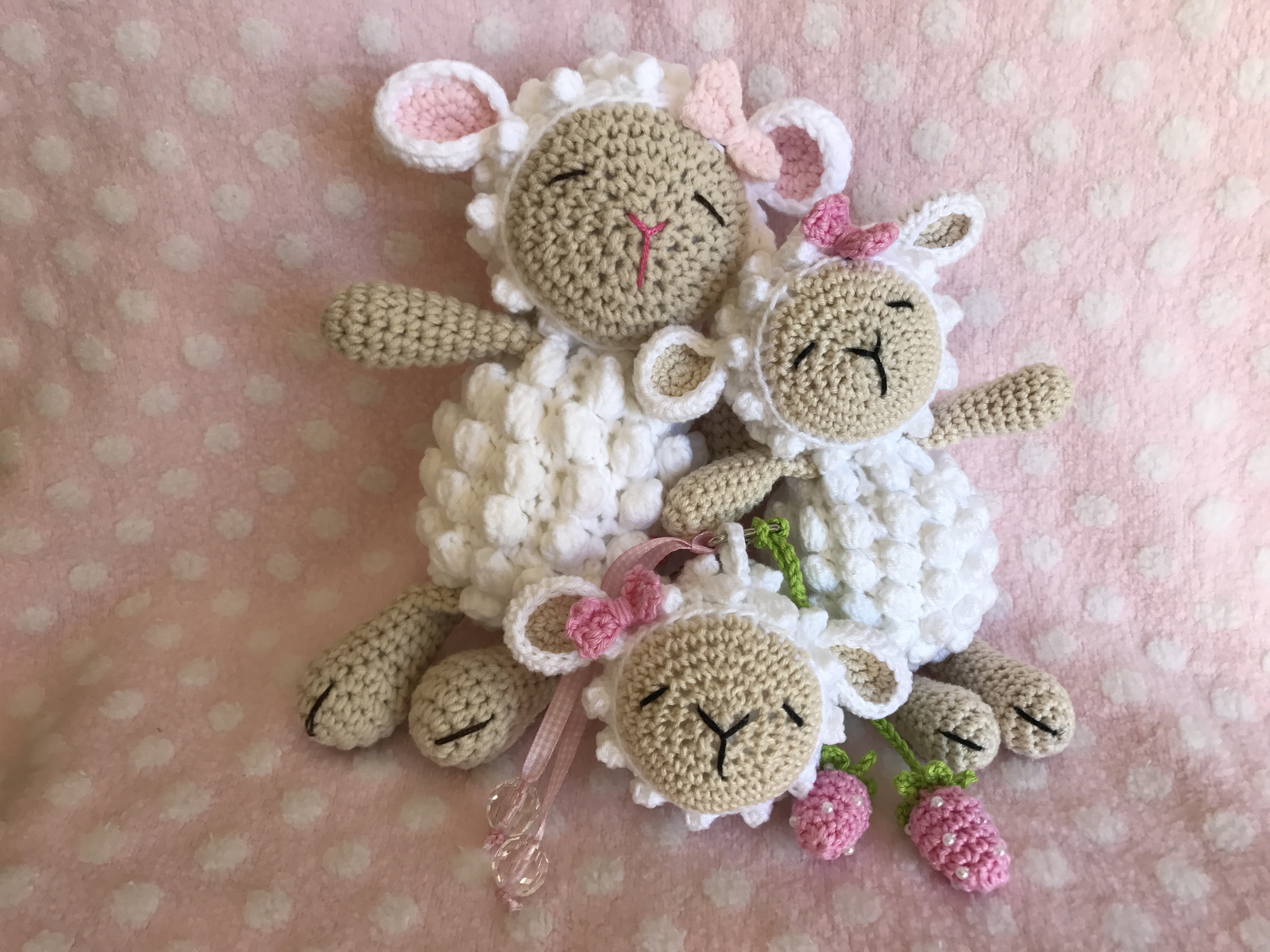
ヒツジ

## あみぐるみが登場する作品
- テディシリーズ - 加藤実秋による推理小説シリーズ。
  - テディ・ゴー! - 同シリーズの第2作タイトル、および第1作を原作としたテレビドラマ。
- ヨッシー ウールワールド、ポチと! ヨッシー ウールワールド - 任天堂が発売したゲームソフト。